# Переулок Трудолюбия
Переулок Трудолюбия — улица в Центральном районе Твери. Находится в исторической части города Затьмачье. Проходит от реки Тьмаки до Краснофлотской набережной.

## Расположение
Переулок Трудолюбия начинается от реки Тьмаки и продолжается в северо-западном направлении. Пересекает улицы Брагина, Достоевского и Троицкую, Бебеля, Софьи Перовской, Учительскую и Роговик. Упирается в Краснофлотскую набережную, где переходит в улицу Борисоглебская пристань.
Общая протяжённость переулка Трудолюбия составляет более 1,5 км.

## История
Переулок Трудолюбия был проведён во время регулярной планировки района Затьмачье в 1770-х годах через храм Белая Троица. Получил название в честь храма — Троицкий переулок.
Застраивался одно- и двухэтажными жилыми домами, главным образом деревянными. В 1919 году советские власти переименовали Троцкий переулок в переулок Трудолюбия.
К 1941 году на углу с улицей Софьи Перовской был построен четырёхэтажный кирпичный жилой д. № 26. В 1975 году на углу с Учительской улицей был построен пятиэтажный кирпичный жилой дом № 45/28. В середине и конце 1980-х годов были снесены все частные дома нечётной стороны от квартала между Учительской улицей и улицей Веры Бонч-Бруевич, эта территория была застроена девятиэтажными панельными жилыми домами. В начале 1990-х годов там же были построены двенадцатиэтажки № 35 и 41.
В 1987 году переулок был переименован в улицу Егора Морозова (тверской революционер), но это решение вскоре было отменено.
В конце 1990-х годов началось строительство «элитных» кирпичных многоэтажных жилых домов по индивидуальным проектам. В 2005 году были снесены частные дома нечётной стороны последнего квартала, к 2010 году там завершилось строительство трёх-пятиэтажного жилого дома № 17.

## Здания и сооружения
Здания и сооружения переулка, являющиеся объектами культурного наследия:
- Храм Белая Троица (на пересечении с Троицкой улицей).

- Дом 34 — памятник истории «Дом, в котором в 1905 г. располагалась подпольная квартира Тверского комитета РСДРП»;
- Дом 49 — «Дом, в котором располагалась типография тверских большевиков».